# 牛欄河 (河川)
牛欄河位於臺灣北部，屬於鳳山溪水系，是鳳山溪主要支流之一，桃園市龍潭區河段約1公里，經新竹縣關西鎮匯入鳳山溪，總長約5.2公里。
牛欄河是當地地名牛欄河的由來。

## 由來
一說當地居民無地耕種，將河岸土地砌石分割為田，外觀如牛欄，因而得名。
另一說上游河谷高聳，若在河邊放牛，牛只會往上游走，不會自河岸走遠，就像圈養在牛欄一樣安全。

## 生態
新竹縣生態休閒發展協會曾舉辦釣魚、放生，由於鯽魚和石斑上溯能力差，將牠們釣起後再在上游放生，有助生態復原。
民眾曾在清晨遇到梅花鹿，當地居民猜測可能是六福村跑出，沿野溪往下游移動。

## 環境污染
牛欄河上游位於桃園市龍潭區，設有高原工業區。
2006年4月16日，沿岸魚群暴斃，關西橋附近也有白色混濁懸浮物，懷疑上游工廠排放廢水。
2011年8月，大量魚群暴斃，並散發出惡臭，此前曾由化工廠排放廢水遭環保局勒令停業，後又往上游遷廠，居民則質疑工廠趁雨天偷排廢水，桃園縣環保局和新竹縣環保局共同稽查。
2018年3月12日，桃園市立運特化公司龍潭廠發生火災，清潔劑原料和消防廢水一起排入牛欄河，關西鎮居民北上桃園市政府前抗議，要求上游工廠遷廠。
2018年8月12日，桃園市水倉橋北端的野溪，出現大量白色泡沫，並向牛欄河流去，時任行政院政務顧問黃源慶抨擊新竹縣、桃園市環保局行政怠惰。牛欄河自救會會長陳玉蟾表示，此類狀況一再威脅牛欄河環境，桃園市政府應該輔導將管路排回桃園市。
2019年5月9日，發生魚群死亡事件，新竹縣環保局追查，認為是桃園市上游汙染，而桃園市政府環境保護局沒有發現死魚，並表示泡沫是跌水處才有。關西鎮長劉德樑向桃園市議員劉熒隆、詹江村陳情，並打算控告桃園市政府怠忽職守。關西鎮環境守護協會則是號召民眾，前往化工廠門口「散步」抗議。
2023年5月27日，牛欄河遭染成白色，桃園市環保局稽查後發現，民眾在上游清洗油漆桶，到入雨水溝渠後流入牛欄河。當日即安排抽水車把汙水送進平鎮汙水廠，除了告發以外，也將求償處理費用。
2024年4月21日，新竹縣府舉辦古蹟巡禮賞桐趣走讀活動，發現河岸有白色泡沫，並散發油臭味，新竹縣環保局未發現異常，桃園市則是僅見5隻死魚，也未檢出汙染。